# Кожокару, Теодор
Теодор Кожокару (рум. Teodosie Cojocaru; 3 мая 1879, Бобуечи, Бессарабская губерния, Российская империя — 23 января 1941, Кишинёв) — молдавский военный, политический и государственный деятель, член Сфатул Цэрий (1917—1918), генеральный директор Вооружённых Сил Молдавской Демократической Республики (1917 — 13 декабря 1917), депутат румынского парламента (1919—1920), примар (городской голова) Кишинёва (1919—1920).

## Биография
Родился в скромной семье, родители, не имея своей земли, занимались разведением овец. В раннем возрасте остался без отца. Окончил церковно-приходскую школу при духовной семинарии и среднюю школу в Кишинёве. Выпускник Одесского военного училища.
Принимал участие в русско-японской войне и Первой мировой войне.
Член Молдавской национальной партии с апреля 1917 года. В июне 1917 года - член Молдавского Центрального военного комитета, принимал участие в его деятельности до 1 ноября 1917 года, когда вошел в состав Сфатул Цэрий. Во времена существования Молдавской Демократической Республики был назначен начальником штаба военного министерства, руководителем ВС МДР.
В 1919—1920 годах работал примаром (городским головой) Кишинёва.
После присоединения Бессарабии к СССР в августе 1940 года был арестован НКВД по обвинению в совершении преступлений, предусмотренных статьями 54-4, 54-13 и 54-11 УК СССР и заключён в тюрьму в Кишинёве, где и умер.